# 채널차이나
채널차이나는 중국문화와 관한 것을 주로 방송하는 채널으로 2016년 5월 25일 개국하였다. 관련 채널은 CNTV가 있으며 예전에는 홈스토리라는 채널을 운영한 적이 있었다.

## 같이 보기
- CNTV
- 채널칭
- AsiaN (텔레비전 채널)
- 중화TV
- AsiaUHD